# Tomorrow (låt av Silverchair)
Tomorrow är en låt av Silverchair. Låten återfinns på albumet Frogstomp från 1995, och finns även på singel. Låten blev en hit i Australien, då den nådde nummer 1 på topplistan.
Två olika musikvideor släpptes för låten.
Den 9 december 1995 spelade bandet låten på Saturday Night Live.
Daniel Johns, bandets frontman, sa att han skrev låten efter att ha sett ett tv-program om girighet.
Bandet spelade låten innan de hette Silverchair, utan Innocent Criminals.
I april 1994 vann Silverchair en tävling, kallad 'Pick Me', genom att använda en demo av "Tomorrow".
Den australienska musikern Scott Owen från punkbandet The Living End sa att "Tomorrow" var den mest inflytelserika låten från Australien.